# Melanis
Melanis es un género de mariposas de la familia Riodinidae.

## Diversidad
Existen 27 especies reconocidas en el Neotrópico Al menos 1 especies se han reportado en la región Neártica

## Plantas hospederas
Las especies del género Melanis se alimentan de plantas de las familias Asteraceae, Malvaceae, Melastomataceae y Fabaceae. Las plantas hospederas reportadas incluyen los géneros Eupatorium, Gossypium, Melastoma, Pithecellobium, Albizia, Inga y Acacia.